# Saint-Georges-de-Windsor
Saint-Georges-de-Windsor es un municipio canadiense situado en la provincia de Quebec.

## Superficie
Saint-Georges-de-Windsor tiene una superficie de 127,46 km².

## Demografía
En 2021, tenía 958 habitantes, una densidad poblacional de 7,5 hab./km², y 460 viviendas.